# George Wells Beadle
George Wells Beadle, född 22 oktober 1903 i Wahoo, Nebraska, död 9 juni 1989 i Pomona, Kalifornien, var en amerikansk genetiker. Han delade ena halvan av Nobelpriset i medicin eller fysiologi 1958  med Edward Lawrie Tatum för deras upptäckt att gener verkar genom att styra regleringen av biokemiska reaktioner i cellen. Den andra halvan av nobelpriset tilldelades Joshua Lederberg. 
Han tilldelades 1950 Albert Lasker Basic Medical Research Award.